# Жорж Дюма
Жорж Дюма (на френски: Georges Dumas) е френски лекар и психолог.

## Биография
Роден е на 6 март 1866 година в Лединян, Франция. Възпитаник е на Висшето педагогическо училище, агреже по философия. Става доктор по медицина през 1894 г. с дисертация на тема „Интелектуалните състояния в меланхолията“ и доктор на филологическите науки през 1900 с дисертация „Гага и радост“.
Като хоноруван преподавател, а след това титулярен професор в Сорбоната (1912), той написва или осъществява ръководство над написването на много трудове, сред които „Трактат по психология“ (1923) и „Нов трактат по психология“ (в седем тома, публикувани от 1931 до 1946 г.), който остава недовършен.
По време на Първата световна война, Дюма работи като психиатър и по-късно представя своите наблюдения, натрупани през този период.
Умира на 12 февруари 1946 година в Лединян на 79-годишна възраст.